# Dunstano (nome)
Dunstano  è un nome proprio di persona italiano maschile.

## Varianti in altre lingue
- Francese: Dunstan
- Inglese: Dunstan[2][3]
  - Ipocoristici: Stan[2]
- Inglese antico: Dūnstān
- Latino: Dunstanus[1]
- Polacco: Dunstan
- Portoghese: Dunstão
- Spagnolo: Dunstán

## Origine e diffusione

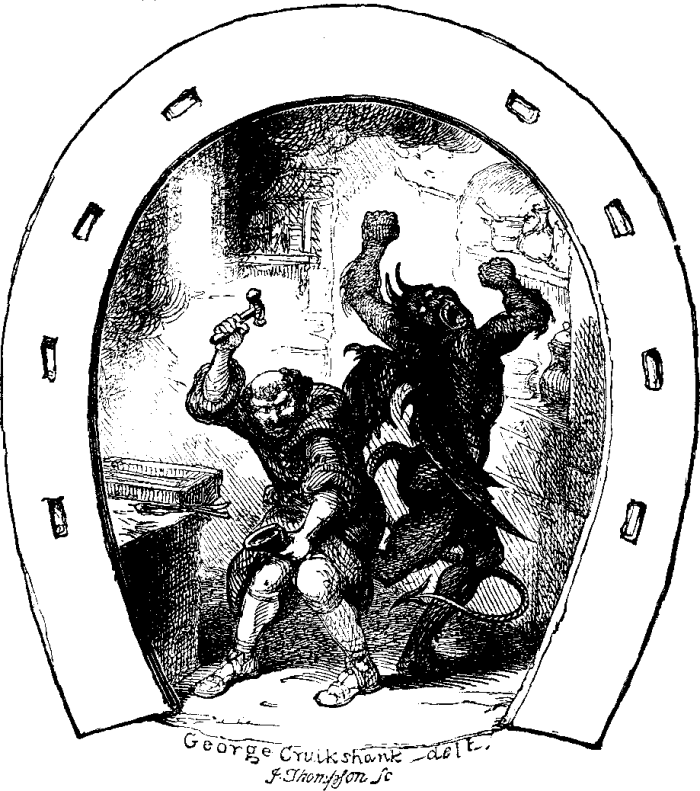
Dunstano e il diavolo, illustrazione di George Cruikshank

È un nome di origine inglese antica; il secondo elemento che lo compone è stan ("pietra", da cui anche Winston e Stanley) mentre il primo, dun, è interpretato talvolta come "collina" (nel qual caso sarebbe un termine adottato dal celtico), talaltra come "scuro".
Il nome venne portato da san Dunstano di Canterbury, il cui culto assicurò la sopravvivenza del nome alla conquista normanna dell'Inghilterra e il suo occasionale uso nel Medioevo in tale Paese; il suo utilizzo scemò comunque in seguito, dopo il XVI secolo, e un suo uso successivo al XVII è legato probabilmente a un cognome o un toponimo omonimi. Venne revitalizzato nel XIX secolo dai Trattariani, ma ad oggi in Inghilterra è comunque raro.

## Onomastico
L'onomastico ricorre il 19 maggio, in memoria del già citato san Dunstano, abate e arcivescovo di Canterbury.

## Persone
- Dunstano di Canterbury, abate e arcivescovo inglese

### Variante Dunstan
- Dunstan Vella, calciatore maltese

## Il nome nelle arti
- Dunstan "Dunsey" Cass è un personaggio del romanzo di George Eliot Silas Marner.
- Dunstan Thorn è un personaggio del romanzo di Neil Gaiman Stardust, e dell'omonimo film del 2007 da esso tratto, diretto da Matthew Vaughn.